# William P. Rogers

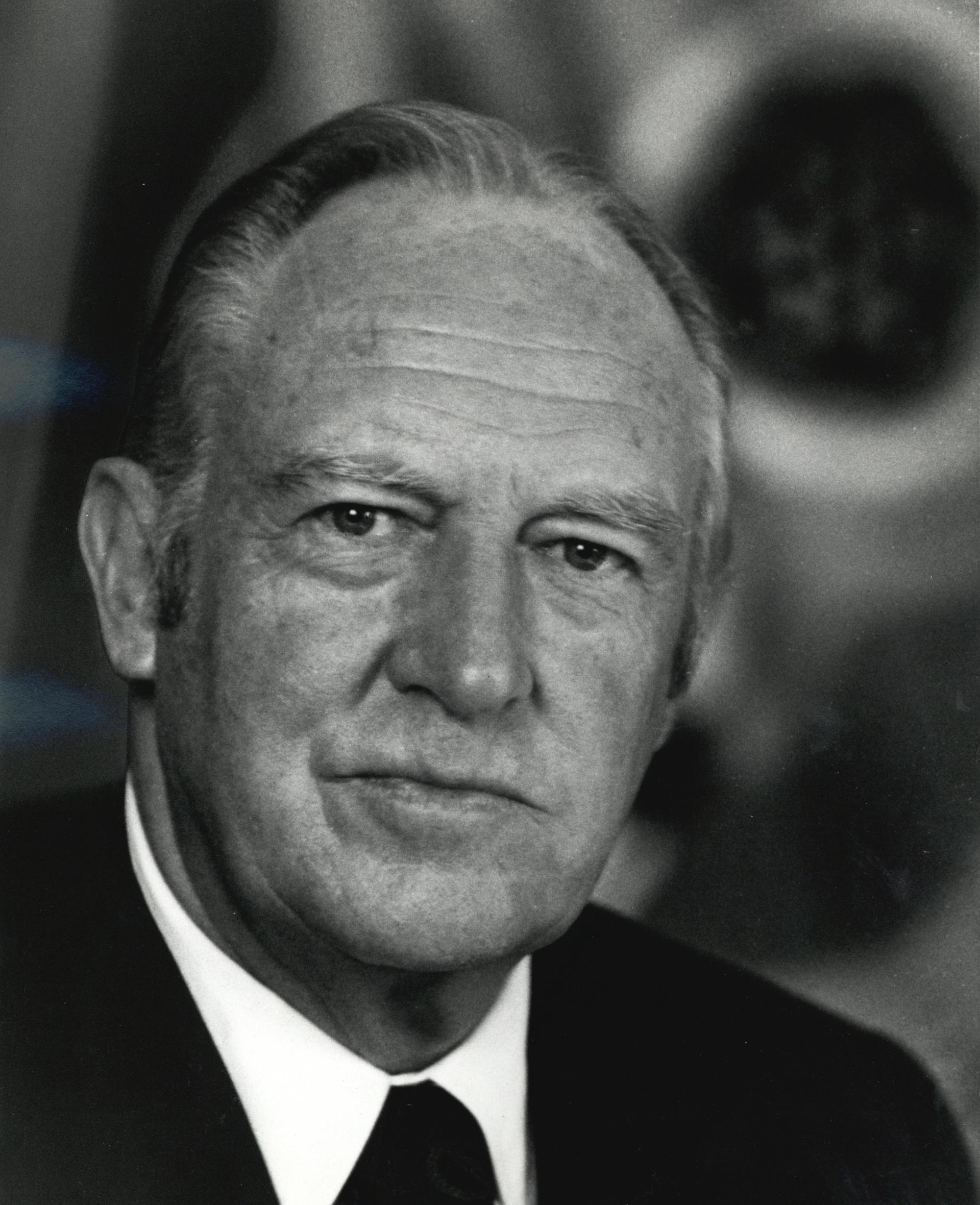
William P. Rogers

William Pierce Rogers (* 23. Juni 1913 in Norfolk, St. Lawrence County, New York; † 2. Januar 2001 in Bethesda, Maryland) war ein US-amerikanischer Politiker. Er diente unter Präsident Dwight D. Eisenhower als Attorney General (Justizminister), unter Richard Nixon als Außenminister.

## Leben

### Jugend
Rogers wuchs nach dem Tod seiner Mutter bei seinen Großeltern in Canton, New York auf. Er besuchte die Colgate University in Hamilton, New York, und die Cornell Law School in Ithaca, wo er 1937 einen Abschluss erreichte. Von 1938 bis 1942 arbeitete er für den New Yorker Staatsanwalt Thomas E. Dewey an der Bekämpfung des organisierten Verbrechens.
1942 trat er in die US-Marine ein und diente auf dem Flugzeugträger Intrepid. An Bord dieses Schiffes erlebte er 1945 die Schlacht um Okinawa. Bei Kriegsende war er Lieutenant Commander.

### Einstieg in die Politik
Als Mitarbeiter des US-Senats untersuchte er die Dokumentation der Untersuchung des Komitees für unamerikanische Umtriebe des Repräsentantenhauses gegen Alger Hiss im Auftrag des damaligen Kongressabgeordneten Richard Nixon. Er kam zu dem Ergebnis, dass Hiss gelogen hatte, und riet Nixon, den Fall weiter zu verfolgen.
1950 wurde Rogers Partner in der New Yorker Anwaltskanzlei Dwight, Royall, Harris, Koegel & Caskey. Er arbeitete in dieser Kanzlei, wenn er gerade nicht im Staatsdienst war. Die Kanzlei wurde später in Rogers & Wells bzw. Clifford Chance Rogers & Wells umbenannt. Noch bis wenige Monate vor seinem Tod arbeitete er im Washingtoner Büro der Kanzlei.

### Justizminister
Unter Präsident Dwight D. Eisenhower wurde er 1953 zunächst stellvertretender Justizminister (Deputy Attorney General). 1957 wurde er Nachfolger von Herbert Brownell als Justizminister (Attorney General). Er blieb während der gesamten Präsidentschaft ein enger Berater Nixons – jetzt US-Vizepräsident –, besonders während dessen Wahlspendenskandal 1952, der zu Nixons berühmter Checkers Speech im Fernsehen führte.

### Außenminister

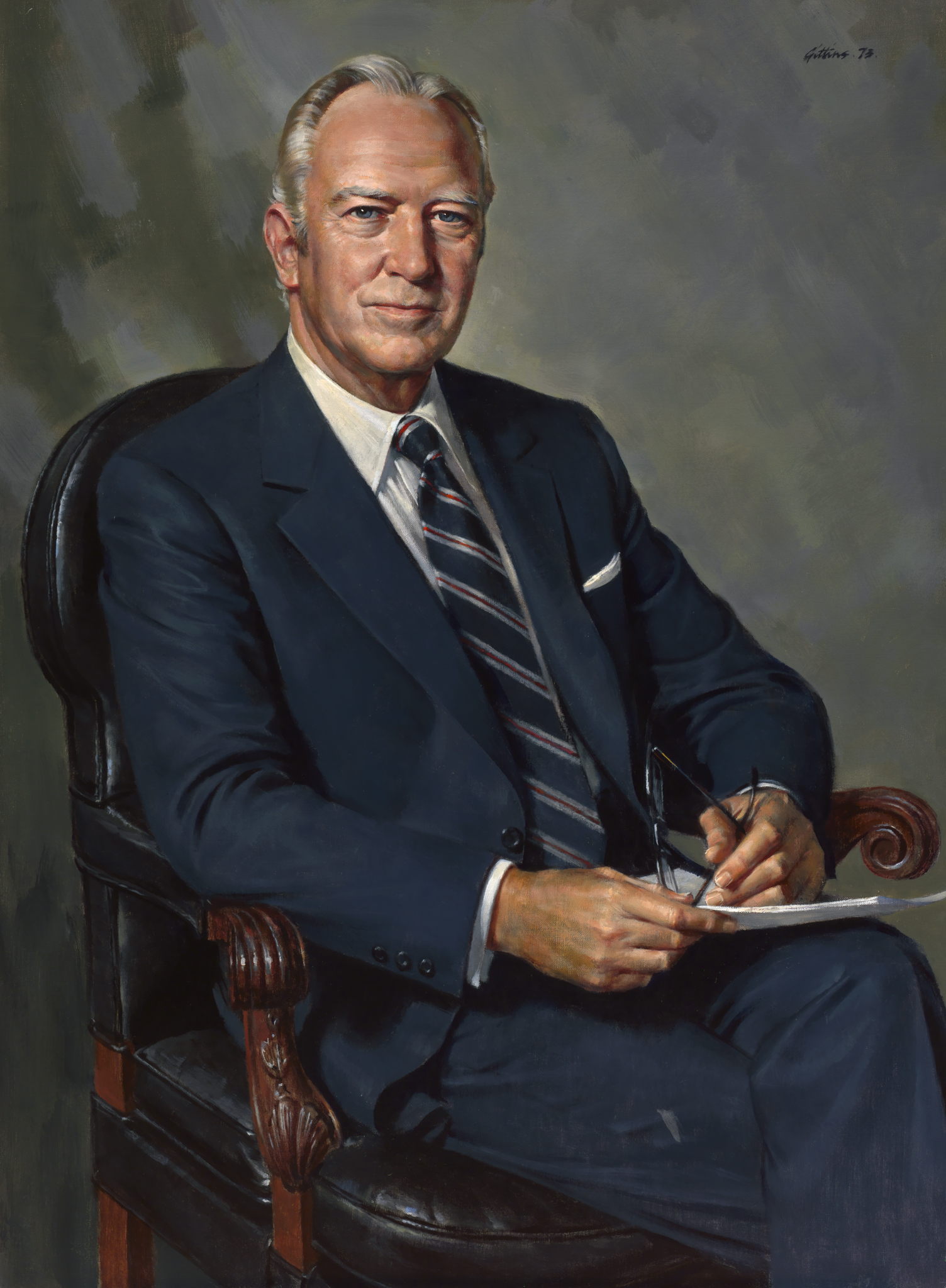
Porträt von William P. Rogers im Außenministerium

In der Amtszeit von Richard Nixon als amerikanischer Präsident war er vom 22. Januar 1969 bis zum 3. September 1973 Außenminister. Rogers’ Einfluss als Außenminister war eher gering, da der Präsident die Außenpolitik vor allem vom Weißen Haus aus steuern wollte. Die wichtigsten außenpolitischen Entscheidungen während Rogers’ Amtszeit wurden vor allem vom damaligen Sicherheitsberater Henry Kissinger gestaltet. Dazu gehörten die Öffnung gegenüber der Volksrepublik China, die Verhandlungen zur Beendigung des Vietnamkriegs sowie die Abrüstungsgespräche mit der Sowjetunion.
Der am 19. Juni 1970 auf Grundlage der UN-Resolution 242 vorgelegte Rogers-Plan zur Beendigung des Konflikts zwischen Israel und seinen arabischen Nachbarn nach dem Sechstagekrieg von 1967 wurde nie ernsthaft verhandelt. In gleicher oder ähnlicher Form wurde er in den Jahrzehnten seitdem immer wieder unter anderen Namen vorgelegt („Fahd-Plan“, „Reagan-Plan“ etc.).
Kissinger beschreibt in seinen Memoiren das Verhältnis zwischen dem Präsidenten und Rogers als  trotz oder gerade wegen ihrer langjährigen Freundschaft sehr kompliziert. Rogers sei auf seine Aufgabe als Außenminister kaum vorbereitet gewesen und Nixons Ehrgeiz habe darin bestanden, Rogers von allen wichtigen Entscheidungen fernzuhalten.

### Die letzten Jahre
Nach der Katastrophe der Raumfähre Challenger am 28. Januar 1986 leitete er die Rogers-Kommission zur Untersuchung des Unglücks. Die Kommission, der auch die Astronauten Neil Armstrong und Sally Ride sowie der Physik-Nobelpreisträger Richard Feynman angehörten, warf der NASA schwere Versäumnisse hinsichtlich der Sicherheit des Space-Shuttle-Programms vor.
Am 2. Januar 2001 starb Rogers an Herzversagen. Er wurde auf dem Nationalfriedhof Arlington begraben.

## Im Film
Im Fernsehfilm The Challenger von 2013 wird er von Brian Dennehy verkörpert.

## Zitate
- Sag so wenig wie möglich während du so tust, als seist du wach (engl. „Say as little as possible while appearing to be awake“) nach einer Sitzung.
- Wir können nicht alle Helden sein, denn jemand muss auf der Tribüne sitzen und klatschen.